# August Wilhelm Theodor Adam

Theodor Adam (1833–1886)

August Wilhelm Theodor Adam (* 3. Dezember 1833 in Nordhausen am Harz; † 22. Januar 1886 in Cönnern) war ein deutscher Kapellmeister. Er wurde auch Paul genannt.

## Leben

### Beruflicher Werdegang
August Wilhelm Theodor Adam studierte Orchestermusik, Dirigent und Komposition. Von 1861 bis 1865 war er Kapellmeister in Kreuznach (heute Bad Kreuznach). Von 1865 bis 1869 war er Militärkapellmeister in Worms. Danach war er von 1869 bis 1885 Kapellmeister des Leibgarde-Infanterie-Regiments (1. Grossherzoglich Hessisches) Nr. 115 in Darmstadt. Sein Nachfolger wurde Wilhelm Georg Hilge († 1907).

### Sein Wirken in Darmstadt
Adam bestimmte zu seiner Zeit das Musikgeschehen bei Hofe und in Darmstadt. Bei einem Besuch Richard Wagners und seiner Frau Cosima in Darmstadt leitete er am 20. November 1872 die Aufführung einer Bearbeitung der Tannhäuser-Ouvertüre für Militärmusik zu Ehren des Komponisten. Am 1. Januar 1873 wurde Adam zum großherzoglichen Musikdirektor ernannt. 1876 wurde ihm von Großherzog Ludwig III. von Hessen-Darmstadt das Ritterkreuz 2. Klasse des Grossherzoglich Hessischen Philipps-Ordens verliehen. Am 20. November 1883 fand ein Großer Zapfenstreich aus Anlass des Kaisermanövers in Homburg vor der Höhe mit 1.000 Musikern des XI. Armee-Korps statt. Adam erhält zu diesem Anlass aus der Hand von Kaiser Wilhelm I. einen kostbaren Brillantring.

## Werke (Auswahl)
- Festmarsch zum Geburtstag Seiner Hoheit des Erbgroßherzogs 25. November 1882
- Alexander-Jubiläums-Marsch, zum 50-jähriges Dienstjubiläum seiner Großherzoglichen Hoheit Prinz Alexander von Hessen-Darmstadt und zu Höchst 10. November 1883
- Hochzeitsmarsch, zur Vermählung der Prinzessin Victoria mit Prinz Ludwig von Battenberg (später Mountbatten) am 15. Juni 1884
- Schwarzer-Peter-Marsch[2]
- Grenadier Wichshuber: Major-Kreuzschnabel-Marsch, Arrangements für Großes Orchester und Militärmusik von Theodor Adam,  Bölling, Darmstadt, 1883[7]